# Station Kątne
Station Kątne is een spoorwegstation in de Poolse plaats Kątne.